# Dimorphothericles
Dimorphothericles är ett släkte av insekter. Dimorphothericles ingår i familjen Thericleidae.
Kladogram enligt Catalogue of Life:
| Dimorphothericles | \| \| Dimorphothericles rubrithorax \| \| \| \| \| \| Dimorphothericles sanguinolentus \| \| \| \| |
|                   | \| \| Dimorphothericles rubrithorax \| \| \| \| \| \| Dimorphothericles sanguinolentus \| \| \| \| |
|                   | Dimorphothericles rubrithorax                                                                      |
|                   | |
|                   | Dimorphothericles sanguinolentus                                                                   |
|                   | |